# Li Keqiang

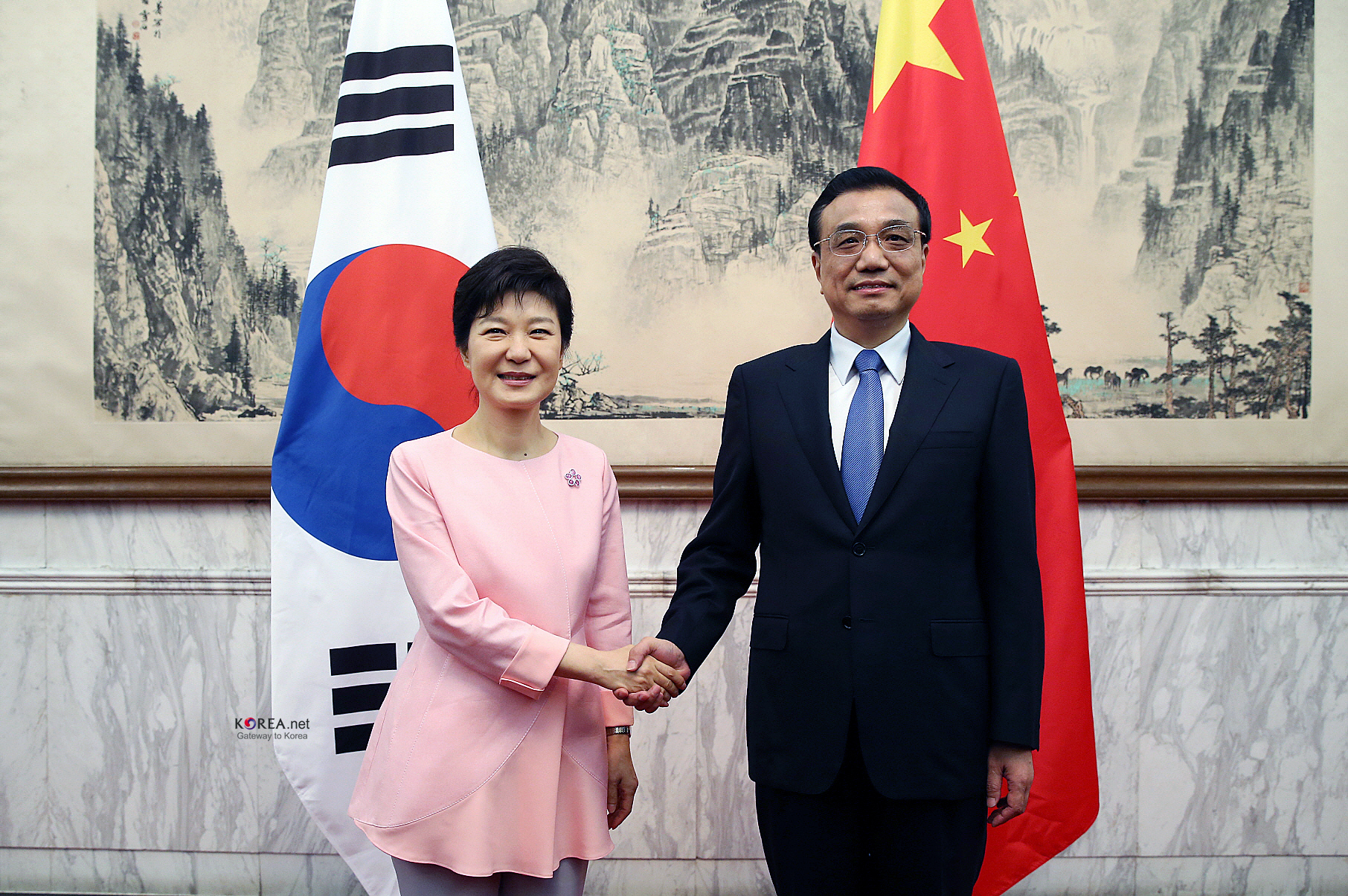
Li Keqiang i prezydent Korei Południowej Park Geun-hyen w czerwcu 2013

Li Keqiang (chiń. upr. 李克强; chiń. trad. 李克強; pinyin Lǐ Kèqiáng, wym. [lì kʰɤ̂tɕʰjɑ̌ŋ]; ur. 1 lipca 1955 w Hefei, zm. 27 października 2023 w Szanghaju) – chiński polityk i działacz partyjno-państwowy, w latach 2008–2013 pierwszy wicepremier Chińskiej Republiki Ludowej, w latach 2012–2023 drugi rangą członek Stałego Komitetu Biura Politycznego Komitetu Centralnego Komunistycznej Partii Chin, w latach 2013–2023 Premier Chińskiej Republiki Ludowej.

## Życiorys

### Młodość i wykształcenie
Jego ojciec był lokalnym urzędnikiem w prowincji Anhui.
Ukończył studia na Wydziale Prawa i w Instytucie Ekonomii Uniwersytetu Pekińskiego. W 1974 roku został wysłany do pracy na wsi w powiecie Fengyang w prowincji Anhui.

### Kariera polityczna
W maju 1976 r. wstąpił do KPCh i do 1978 r. pełnił funkcję sekretarza organizacji partyjnej Brygady Damiao w komunie, w której pracował od 1974 r. W 1978 r. rozpoczął studia na Uniwersytecie Pekińskim, gdzie został przewodniczącym Uniwersyteckiej Rady Studentów, wstąpił do Ligi Młodzieży Komunistycznej, a od 1982 r. należał do Stałego Komitetu KC Ligi i pełnił funkcję sekretarza jej komitetu przy Uniwersytecie Pekińskim, od tego też czasu blisko współpracował z byłym przewodniczącym ChRL, Hu Jintao. Od 1983 r. był zastępcą sekretarza Sekretariatu KC oraz dyrektorem Wydziału Szkół i Uczelni Ligi Młodzieży Komunistycznej, sprawował też funkcję sekretarza generalnego Ogólnochińskiej Federacji Studentów. Od 1985 do 1993 r. pełnił funkcje sekretarza Sekretariatu KC Ligi Młodzieży Komunistycznej i wiceprzewodniczącego Ogólnochińskiej Federacji Młodzieży. Od 1993 do 1998 r. był pierwszym sekretarzem Sekretariatu KC Ligi i dyrektorem Chińskiego Młodzieżowego Instytutu Nauk Politycznych.
W 1997 r. był członkiem delegacji, która wzięła udział w przekazaniu Hongkongu ChRL.

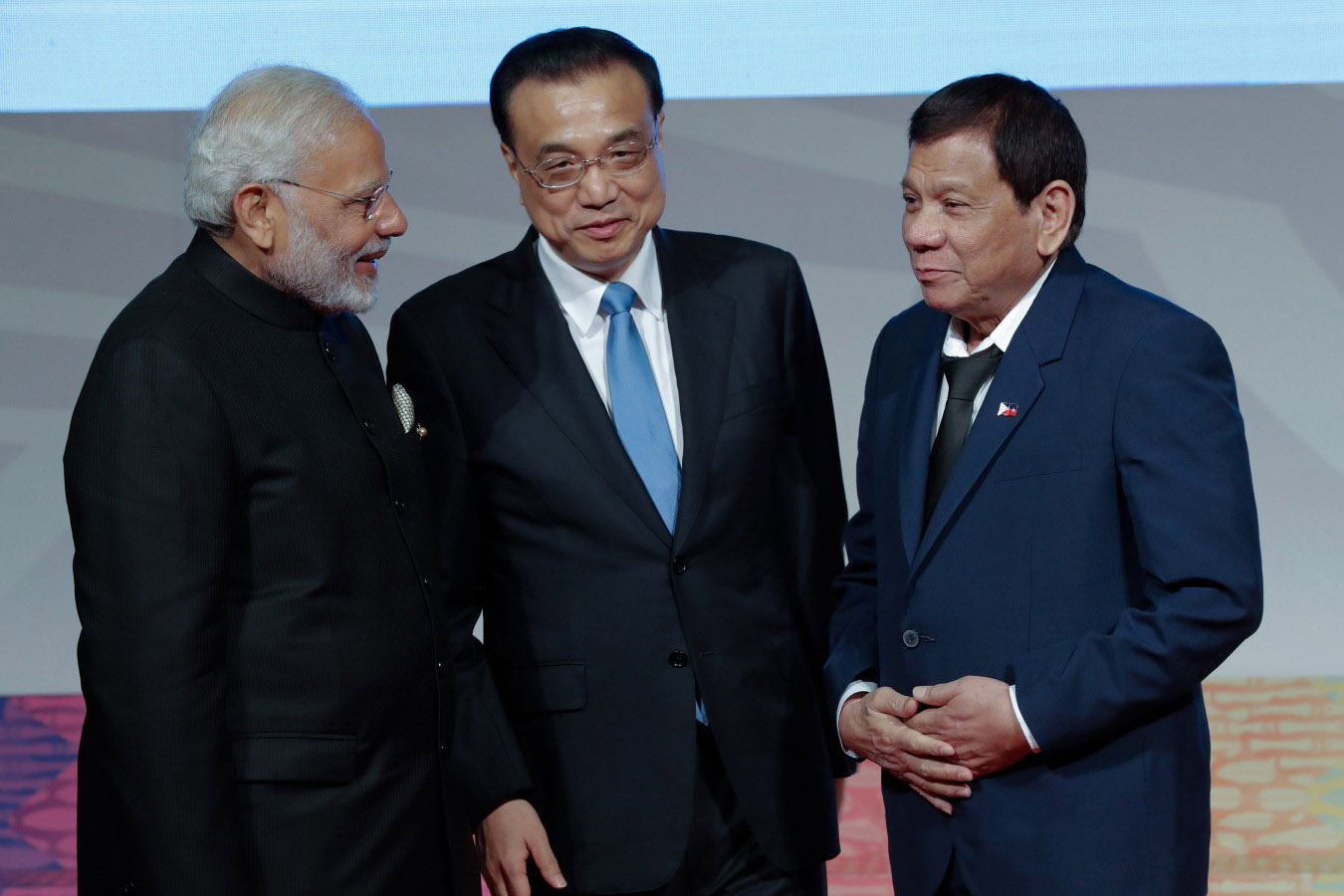
Li Keqiang, Narendra Modi i Rodrigo Duterte

W 1998 r. został zastępcą gubernatora prowincji Henan oraz zastępcą sekretarza Prowincjonalnego Komitetu KPCh Prowincji Henan, a także szefem Sztabu Przeciwpowodziowego Dorzecza Rzeki Żółtej (funkcję pełnił do 2003 r.). W 1999 r. awansował na gubernatora prowincji Henan (do 2003 r.), a w 2002 r. na sekretarza Prowincjonalnego Komitetu KPCh Prowincji Henan (do 2004 r.), w latach 2003–2004 był też przewodniczącym Stałego Komitetu Zgromadzenia Przedstawicieli Ludowych prowincji Henan. Uznając rolnictwo za ważny potencjał prowincji (uważał, że Henan powinien być „spichlerzem zboża” dla całego kraju), jako gubernator Henanu wzywał także do realizacji programu „trzech przemian”: przyspieszonej industrializacji, urbanizacji i modernizacji rolnictwa. W ciągu siedmiu lat wzrost gospodarczy prowincji o 1,63% przekroczył średnią krajową, prowincja przesunęła się też w krajowym rankingu PKB per capita z 20. na 17. miejsce Poważnym problemem Henanu był rozprzestrzeniający się wirus HIV. Li Keqiang powziął kroki mające na celu walkę z chorobą i pomoc jej ofiarom, jednak jego zasługi w tej dziedzinie są podważane, pojawiają się nawet głosy wskazujące go jako winnego rozmiarów epidemii.
Od grudnia 2004 r. pełnił funkcję sekretarza Prowincjonalnego Komitetu KPCh Prowincji Liaoning (do 2007), a od 2005 do 2007 r. był także przewodniczącym Stałego Komitetu Zgromadzenia Przedstawicieli Ludowych Prowincji Liaoning. Gdy obejmował władzę w tej silnie zindustrializowanej prowincji, bankrutowały tam liczne państwowe przedsiębiorstwa, a przemysł nie nadążał za modernizacją bardziej nowoczesnych ośrodków. Receptą Li Keqianga na problemy Liaoningu miał być program „5 punktów w 1 linii”, czyli utworzenia nadmorskiego pasa połączonych ze sobą portami miast, który miał pozytywnie wpłynąć na rozwój handlu.

### Kariera na szczeblu centralnym
22 października 2007, w czasie obrad 17. zjazdu KPCh, został wybrany w skład 9-osobowego Stałego Komitetu Biura Politycznego KC KPCh, najważniejszego organu politycznego partii, zajmując w nim pozycję nr 7, zaraz za Xi Jinpingiem. W tym samym roku został także wiceprzewodniczącym Małej Grupy ds. Finansów i Gospodarki (do 2012 r.). W 2008 został wybrany na pierwszego wicepremiera Chin, objął też stanowiska przewodniczącego Komisji Rady Państwowej ds. Budowy Zapory Trzech Przełomów, wicedyrektora Państwowej Komisji Energetycznej, oraz przewodniczącego Komisji Rady Państwowej ds. Budowy Systemu Kanałów Południe-Północ.
Był członkiem Komitetu Centralnego KPCh XV i XVI kadencji, od 17. zjazdu KPCh jest także członkiem Stałego Komitetu Biura Politycznego KC. Był członkiem Stałego Komitetu Ogólnochińskiego Zgromadzenia Przedstawicieli Ludowych VIII kadencji.
W styczniu 2010 r. odbyło się jego pierwsze ważne wystąpienie za granicą. Chiński wicepremier podczas Światowego Forum Ekonomicznego w Davos mówił o chińskiej strategii gospodarczej związanej ze światowym kryzysem ekonomicznym i bronił chińskiej polityki dotyczącej kursu yuana.
W listopadzie 2012, podczas 18. zjazdu KPCh ponownie wszedł w skład Stałego Komitetu Biura Politycznego KC KPCh.

### Premier Chińskiej Republiki Ludowej
15 marca 2013 objął urząd premiera Chińskiej Republiki Ludowej. Swoje pierwsze wizyty zagraniczne złożył w Indiach i Pakistanie. Podczas podróży do Europy odwiedził Niemcy i Szwajcarię.
18 marca 2018 Ogólnochińskie Zgromadzenie Przedstawicieli Ludowych ponownie wybrało go na urząd premiera ChRL. Wzywał do aktywnej walki z rozprzestrzeniającą się pandemią COVID-19. 27 stycznia 2020 odwiedził Wuhan, aby osobiście kierować pracami związanymi z zapobieganiem epidemii.

## Odznaczenia i wyróżnienia
W 2013 otrzymał Order Pakistanu I klasy.

## Życie prywatne
Jego żona Cheng Hong jest zatrudniona na Wydziale Języków Obcych Stołecznego Uniwersytetu Ekonomiczno-Handlowego. Córka jest absolwentką Uniwersytetu Pekińskiego, obecnie uczy się w Stanach Zjednoczonych.